# Maire Österdahl
Maire Alexandra Österdahl (née le 12 février 1927 à Pori et morte le 18 avril 2013) est une athlète finlandaise, spécialiste du saut en longueur. 

## Biographie
En 1950, Maire Österdahl remporte la médaille de bronze au saut en longueur lors des championnats d'Europe, avec un saut à 5,57 m. Elle est devancée par la Soviétique Valentina Bogdanova et la Néerlandaise Wilhelmina Lust.

### Palmarès
| Date | Compétition           | Lieu      | Résultat | Performance |
| ---- | --------------------- | --------- | -------- | ----------- |
| 1950 | Championnats d'Europe | Bruxelles | 3e       | 5,57 m      |
| 1952 | Jeux olympiques       | Helsinki  | 9e       | 5,73 m      |

### Records
| Épreuve          | Performance | Lieu       | Date             |
| ---------------- | ----------- | ---------- | ---------------- |
| Saut en longueur | 5,79 m      | Copenhague | 7 septembre 1952 |